# آرامگاه زید نودان
بقعه زید نودان مربوط به دوره قاجار است و در شهرستان کازرون، بخش کوهمره، دهستان کوهمره، جنوب شرق روستای نودان واقع شده و این اثر در تاریخ ۳۰ بهمن ۱۳۸۶ با شمارهٔ ثبت ۲۰۸۰۰ به‌عنوان یکی از آثار ملی ایران به ثبت رسیده‌است.